# Urbano Santos
Urbano Santos é um município brasileiro do leste do estado  do Maranhão. Sua população recenseada pelo IBGE em 2022 era de 32.812 habitantes.

## História
Por ocasião da Balaiada, conflito militar ocorrido entre 1838 e 1841, um grande contingente populacional migrou para a região, vivendo a margem do rio em casas rudimentares, os mocambos. Justamente por isso o rio ficou conhecido como Mocambo. O povoado se desenvolveu, e passou a se denominar Mocambinho.
No inverno era extremamente complicado atravessar o rio, e acessar o outro lado do povoado. Por isso um comerciante da localidade, Paulo Fortes, mandou fazer em frente ao seu estabelecimento uma ponte de madeira. Pela necessidade de tal inflaestrutura o Governo do Estado provindenciou a construção de uma ponte maior e segura. A partir disso, a região recebeu o nome de Vila de Ponte Nova.
Em 1929 adquiriu o topônimo atual, Urbano Santos, em homenagem ao vice-presidente da República, Urbano Santos da Costa Araújo, natural do estado. Em 1938 foi elevado a categoria de cidade. Anteriormente era subordinado ao município de Brejo.

## Geografia
O município de Urbano Santos possui uma extensão territorial de 1.706,196 quilômetros quadrados, ocupando a 53 posição entre os 217 municípios maranhenses em termos de área.

### Demografia
Segundo dados do Censo Demográfico de 2022, Urbano Santos contava com 32.812 habitantes, resultando em uma densidade populacional de aproximadamente 19,22 habitante por quilômetro quadrado. No contexto estadual, o município ocupava a 43 posição em número de habitantes e a 114 em densidade demográfica comparando-se com outros municípios do estado do Maranhão. A estimativa populacional para o ano de 2024 era de 34.060 habitantes.

### Educação
Em 2010, a taxa de escolarização de crianças entre 6 e 14 anos em Urbano Santos era de 95,7 %, colocando o município na 158 colocação entre os 217 do estado. Quanto ao Índice de Desenvolvimento da Educação Básica (IDEB) referente ao ano de 2023, os anos iniciais do ensino fundamental na rede pública apresentaram índice de 4,4 enquanto os anos finais atingiram 3,8.
| Taxa de escolarização de 6 a 14 anos de idade [2010]             | 95,7 %           |
| IDEB – Anos iniciais do ensino fundamental (Rede pública) [2023] | 4,4              |
| IDEB – Anos finais do ensino fundamental (Rede pública) [2023]   | 3,8              |
| Matrículas no ensino fundamental [2023]                          | 6.473 matrículas |
| Matrículas no ensino médio [2023]                                | 2.074 matrículas |
| Docentes no ensino fundamental [2023]                            | 439 docentes     |
| Docentes no ensino médio [2023]                                  | 116 docentes     |
| Número de estabelecimentos de ensino fundamental [2023]          | 57 escolas       |
| Número de estabelecimentos de ensino médio [2023]                | 6 escolas        |

Fonte: IBGE

## Economia
Em 2021, o Produto Interno Bruto (PIB) per capita de Urbano Santos foi de R$ 7.325,64, valor que colocava o município na 176 posição entre os 217 do estado do Maranhão. Já em 2023, as receitas oriundas de fontes externas representavam 95,75 % do total arrecadado pelo município, o que o posicionava em 50 lugar no ranking estadual.
| PIB per capita [2021]                                                                           | 7.325,64 R$       |
| Índice de Desenvolvimento Humano Municipal (IDHM) [2010]                                        | 0,588             |
| Total de receitas brutas realizadas [2023]                                                      | 143.441.670,97 R$ |
| Transferências correntes (Percentual em relação às receitas correntes brutas realizadas) [2023] | 95,75 %           |
| Total de despesas brutas empenhadas [2023]                                                      | 144.671.334,80 R$ |

Fonte: IBGE
| Salário médio mensal dos trabalhadores formais [2022]                                             | 1,6 salários mínimos |
| Pessoal ocupado [2022]                                                                            | 3.092 pessoas        |
| População ocupada [2022]                                                                          | 9,42 %               |
| Percentual da população com rendimento nominal mensal per capita de até 1/2 salário mínimo [2010] | 55,2 %               |

Fonte: IBGE